# المعاين (بعدان)

تعديل مصدري - تعديل

المعاين محلة تابعة لقرية الشعيبة، التابعة لعزلة الحرث بمديرية بعدان إحدى مديريات محافظة إب في الجمهورية اليمنية، بلغ تعداد سكانها 67 حسب تعداد اليمن لعام 2004.